# Aepypodius
Aepypodius är ett släkte med fåglar i familjen storfotshöns inom ordningen hönsfåglar med två arter:
- Waigeobuskhöna (A. bruijnii)
- Kambuskhöna (A. arfakianus)